# 吉名村
吉名村（よしなむら）は、かつて広島県にあった村。現在の竹原市の一部。

## 沿革
- 1889年（明治22年）4月1日 - 町村制施行により豊田郡吉名村が村制施行し、吉名村が発足。
- 1956年（昭和31年）9月30日 - 豊田郡竹原町に編入して消滅。

## 教育

### 小学校
- 吉名村立吉名小学校

### 中学校
- 吉名村立吉名中学校

## 著名人
- 池田勇人